# Воротнік Валерій Леонідович
Воротник Валерій Леонідович (10 квітня 1967, Кишинів, Молдавська РСР) — український журналіст, керівник медіахолдингу «Антена».

## Біографія
Народився Валерій Воротнік 10 квітня 1967 року у Кишиневі.

## Освіта
У 1987 році закінчив Черкаський медичний коледж, отримавши середню спеціальну освіту за спеціальністю фельдшер. 
У 2004 році успішно закінчив Фінансово-правовий коледж Київського державного університету імені Тараса Шевченка, отримав вищу освіту за спеціальністю «Право». 

## Трудова діяльність
1985–1988 рр. — санітар станції медичної допомоги у Черкасах, а саме фельдшером медичного пункту.
1987–1993 рр. – кореспондент газети «Молодь Черкащини».
1991-1992 рр. — головний редактор, режисер та журналіст ТРК «ВІККА» (Черкаси).
1994-1998 рр. — головний редактор телестудії «Альт» (Черкаси).
1992-1995 рр. — видавець та засновник газети «Нет».
1996–2000 рр. — директор «Черкаської незалежної інформаційної агенції».
З 1997 рр. — головний редактор газети «Антена», журналіст.
З 2013 року — директор комунального підприємства Муніципальне інформаційне агенство «Черкаси» Черкаської міської ради.

## Громадська діяльність
Громадську діяльність розпочав в 1989 році як співзасновник та заступник голови Черкаського товариства «Екологія».
1992–1994 роки — журналіст та представник гуманітарних організацій в зонах міжетнічних конфліктів на Кавказі та в Придністров’ї.
1998–2003 рр. — активіст, представник в Черкаському регіоні міжнародних журналістських організацій «Хартія-4» та «Репортери без кордонів». Брав участь в місіях цих організацій.
2000–2001 рр. — співкоординатор всеукраїнської акції «Україна без Кучми».
2003–2007 рр. — заступник голови Київської міської громадської організації «Центр кризової журналістики», який займався правозахисною діяльністю та журналістськими розслідуваннями.

## Сім'я
Одружений. Має сина (1995 р.н.)